# Macehualli
Macehualli (Nahuatl mācēhualli, Plural: mācēhualtin) war bei den Azteken und ihren Nahuatl sprechenden Nachbarn die Bezeichnung für die freien Bauern, die den Hauptteil der Bevölkerung bildeten. Die Etymologie der Bezeichnung ist dunkel, eine Verbindung mit dem Begriff ma’cēhualli, Verdienst, ist wegen der unterschiedlichen Lautung ausgeschlossen. 
Die Macehualtin hatten das Nutzungsrecht über ein Stück Land. Sie waren zum Kriegsdienst verpflichtet und konnten durch Verdienste im Krieg zu Adligen werden. Gegen Ende der Aztekenzeit lebte ein Großteil der Macehualtin in Tenochtitlán nicht mehr von der Landwirtschaft, sondern vom Handwerk oder Kleinhandel.

Máasewal als Nahuatl-Lehnwort in einem modernen Mayathan-Text.

Heutzutage wird der Begriff auch als Ethnonym für die Nahua bzw. von den meisten Gruppen der Nahua als Eigenbezeichnung verwendet. Ausgesprochen und geschrieben wird es in verschiedenen Varianten, so z. B. Maseuali, Maseualli, Maswoal, Mösiehuali, Spanisch Macehual, Mehrzahl Macehuales. Das Nahua-Wort ist auch in andere indigene Sprachen in Mexiko übergegangen, in denen es ebenfalls als Selbstbezeichnung von der bäuerlichen Bevölkerung verwendet wird, so z. B. im Mayathan: Máasewalo'ob oder Macehualoob (Maya-Bauern von Yucatán).